# Henk J. Pal
Henk J. Pal was een typetje gespeeld door Cees Schouwenaar dat voorkwam in de televisieseries van Wim T. Schippers zoals De Lachende Scheerkwast, Opzoek naar Yolanda, Plafond over de vloer en We Zijn Weer Thuis. Ook was hij regelmatig te gast in het radioprogramma Ronflonflon met Jacques Plafond.
In de series had hij een rol als regelaar, een sjacheraar. Dat kon zijn als rechterhand van Van Oekel, restauranthouder, zanger, onbekwaam loodgieter of aspirant-koning (de laatste in de Lachende Scheerkwast). In de Lachende Scheerkwast was de naam van zijn restaurant de "Goudgerande Schallebijter", in Opzoek naar Yolanda de "Gek geworden Bever" waar hij ook zanger was op een feest en in We zijn weer thuis "Le Castor Aliéné" en "Buxtehude". In Plafond over de vloer wilde Pal de eerste letter van zijn restaurant eigenlijk een "G" laten zijn in plaats van een "P". Als iemand dan vloekte, maakte hij gratis reclame voor zijn zaak. Hij liet Jacques echter weten waarom hij er toch van af zag en het restaurant toch maar "Potverdomme" noemde.
Een beroemde uitspraak betrof de "UVD"(uiterste verkoopdatum) waar hij altijd maling aan had. Hij stelde dat "zolang de blikken niet bolden" het voedsel nog geserveerd kon worden. Ook riep hij altijd hardop tegen zijn ober "Arend" dat zijn kok van de restjes nog fantastische maaltijden kon maken en hij zijn gasten tegen de hoogste prijs de goorste troep kon laten eten. Eigenlijk was Henk Pal vergelijkbaar met Boy Bensdorp, ook een personage uit het werk van Schippers; op het oog veel netter maar in werkelijkheid was hij even onhygiënisch.
Gevleugelde uitspraken van Pal zijn: "Dat rijmt", "Right" en "Leuke lamp overigens" (eenmaal riep hij echter "Nou nee, ik vind dit een uitgesproken kutlamp!"). Ook begon hij regelmatig hard te lachen en riep dan: "Godverdomme, wat heb ik last van een goed humeur, maar u helpt mij er vanaf, enfin dat hoort u wel". De meest legendarische uitspraak is deze, die hij deed tijdens een bezoek aan detective Schaambergen en zijn assistent Ingrid Gortenbroek, terwijl op de achtergrond een remmende trein te horen is, gevolgd door een knal: "Aha.. ik heb mijn auto midden op een spoorwegovergang gezet... Hahahahahaha, ik lach me gek - maar dat hoort u wel"
In het 4e seizoen van de televisieserie We zijn weer thuis blijkt Henk J. Pal een zoon te hebben, genaamd Jacobus Pal, gespeeld door Frank Schaafsma. In de laatste aflevering van dat seizoen laat hij hem zijn restaurant na.

## Trivia
- Als marktkoopman verkocht Cees Schouwenaar op de Amsterdamse Vespuccimarkt onder meer schemerlampen, een verwijzing naar de gevleugelde uitspraak van Henk J. Pal "Leuke lamp overigens"[1]
- Jacques Plafond was eenmalig omroeper waarbij op een moment Pal plaats nam naast hem met een minuten durend lachsalvo waarbij Jacques zwijgzaam toekeek.

Teun Balk · Boy Bensdorp · Jacqueline van Benthem · Weduwe van Beurden · A.J.Broekema · inspecteur J. Falckenbosch · Jaap Knasterhuis · Wilhelmina Kuttje jr. · Henk J. Pal · Jacques Plafond · Ria van Raalte · Anneke Rol · Flip Romanov · Etna Vesuvia · Jan Vos · Ineke Vrucht-Stapel · Weggeautomatiseerd ambtenaar · hoofdinspectrice Mieke van der Wel · Loes de Wilde · Elsje de Wit